# Desperado (videojuego)
Desperado es un videojuego arcade realizado por la compañía española de videojuegos Topo Soft en 1988 para los ordenadores de la época Sinclair ZX Spectrum, MSX, Amstrad CPC, Atari ST y Commodore Amiga. Fue lanzado fuera de España como Gun.Smoke (juego de arcade de Capcom en el que se basaba) también para Commodore 64 (portado por Lyndon & Associates)
Este juego es un clásico del software de entretenimiento español. La acción se desarrolla en un ambiente western a lo largo de  5 fases, en la que aparecerán vaqueros de distinta calaña, indios e incluso búfalos. Al término de cada una, aparecerá un enemigo final mucho más difícil de eliminar. También aparecen estrellas que contiene ventajas para mejorar el juego, más puntos o dinamita mortal.
Tal fue su éxito que se realizó una segunda parte, Desperado 2.

## Autores
- Programa: Juan Carlos García, Gonzalo Martín Erro, Emilio Martínez Tejedor (Amstrad CPC), Carlos Arias Alonso (MSX).
- Gráficos: Julio Martín Erro y Miguel Blanco Viu.
- Música: Gominolas, Gonzalo Martín.
- Pantalla: Javier Cano Ciruelas